# 다토파 티사 1세
다토파 티사 1세(싱할라어: දතෝප තිස්ස ෧, 605년 ~ 652년 2월 29일)는 아누라다푸라 왕국 모리야 왕조의 제21대 군주였다. 그는 아누라다푸라 국왕으로서 아가보디 3세를 계승했고 카사파 2세가 그의 왕위를 계승했다.

## 같이 보기
- 스리랑카의 역사